# The Official Lebanese Top 20
La Official Lebanese Top 20 è la prima, e ad ora unica, classifica musicale in Libano. È stata creata dal presentatore televisivo e radiofonico John Saad ed è distribuita settimanalmente attraverso diversi canali mediatici.
Stilata settimanalmente, la Lebanese Top 20 si basa interamente sull'airplay e riporta le venti canzoni più mandate dalle stazioni radiofoniche libanesi. Oltre ad una classifica comprensiva di canzoni nazionali ed internazionali, ne esiste un'altra che riporta solo le venti canzoni internazionali più popolari.